# SpaceX
Space Exploration Technologies Corporation, více známá jako SpaceX, je americká technologická společnost působící v aerokosmickém průmyslu, kterou v roce 2002 založil Elon Musk z peněz, které vydělal na prodeji svého podílu v systému PayPal. Společnost vyvinula raketové nosiče Falcon 1, Falcon 9, těžkou nosnou raketu Falcon Heavy a kosmickou loď Dragon a začala s komerčním vypouštěním telekomunikačních družic. Dále byla vyvinuta druhá generace lodi Dragon, Dragon 2, která má jak nákladní, tak i pilotovanou verzi a vyvíjí supertěžký raketový systém Starship. Dle vyjádření Elona Muska má být cílem společnosti významně snížit náklady na cestu do vesmíru a tím umožnit lidstvu kolonizaci Marsu.
Během své existence dosáhla firma SpaceX řady úspěchů. Jako první soukromé společnosti na světě se jí 28. září 2008 povedlo dosáhnout orbitální dráhy Země za použití motorů na kapalné palivo, dále jako první soukromé společnosti se jí povedlo 9. prosince 2010 vyslat na orbitu stroj a pak s ním přistát ve vodách Tichého oceánu. 25. května 2012 jako první soukromá firma úspěšně vyslala kosmickou loď k Mezinárodní vesmírné stanici a 3. prosince 2013 se zapsala do historie, když jako první soukromá firma dosáhla geosynchronní dráhy v rámci startu mise SES-8. 22. prosince 2015 společnost získala další důležité prvenství – podařilo se jí přistát s prvním stupněm rakety Falcon 9 v1.2 a konečně 31. 3. 2017 došlo při misi SES-10 k prvnímu znovupoužití již letěného stupně (z CRS-8). Také jako první soukromá firma dokázala vypravit člověka na ISS.
Oproti vládním agenturám i konkurenčním firmám využívá SpaceX systém stavby raket, kdy v podstatě celý konstrukční proces probíhá v rámci jedné továrny v Kalifornii. SpaceX tak není nucena převážet jednotlivé díly rakety v rámci USA, což vede ke snížení nákladů na výrobu raket a tím i zlevňování startů. Tento přístup, společně s vysokou frekvencí startů (SpaceX plánovala od roku 2014 do roku 2018 vykonat téměř 40 startů raket, nakonec jich proběhlo 59), umožňuje firmě snižovat náklady. K polovině roku 2014 se podařilo firmě SpaceX snížit náklady na jeden start rakety Falcon 9 na nízkou oběžnou dráhu Země na přibližně 60 miliónů amerických dolarů. Na toto zlevňování postupně reaguje i konkurence. Například společnost Arianespace, světový leader v kosmické dopravě, v reakci na klesající náklady společnosti SpaceX byl nucen přistoupit na zlevnění startů svých raket na geostacionární dráhu.
SpaceX se snaží v dlouhodobém plánu zkonstruovat raketu, která by se dala opakovaně použít. V lednu 2015 se odehrál test v rámci zásobovacího letu lodě Dragon k ISS, během kterého se společnost pokusila o přistání prvního stupně rakety Falcon 9 na plošinu umístěnou v Atlantském oceánu. Test skončil dílčím úspěchem, když se povedlo první stupeň navést na plošinu, nicméně během závěrečného manévru se raketa ve vyšší rychlosti než bylo plánováno zřítila na plošinu. Společnost předpokládá, že pokud se jí úspěšně podaří zvládnout měkké přistání rakety po použití zpět, cena startu se dále sníží na 5 až 7 miliónů dolarů.
První demonstrační pilotovaná misie Crew Dragonu 2 na ISS proběhl 30. 5. 2020. První operační pilotovaný let na ISS proběhl v září 2020. První pilotovaný let Dragonu 2 na ISS proběhl v dubnu 2021. V září 2021 proběhla mise Inspiration4. Jednalo se o první vesmírnou misi, kterou absolvovala posádka bez profesionálního astronauta.[zdroj?]
Společnost SpaceX funguje také jako dopravce. Vynáší náklady na oběžnou dráhu hlavně pro Spojené státy americké, ale také pro další státy a společnosti a v neposlední řadě pro vlastní potřebu (například pro Starlink). V roce 2022 meziročně zdvojnásobila počet orbitálních startů a s 61 úspěšnými starty se téměř vyrovnala první Číně. Do roku 2024 společnost počet orbitálních startů opět více než zdvojnásobila. Se 134 starty zabírala již 52% podíl ze všech startů v roce 2024.

## Informace o firmě
Firma sídlí ve městě Hawthorne v americké Kalifornii. Na počátku roku 2011 zaměstnávala přes 1250 osob. V říjnu 2013 to bylo již 3800 zaměstnanců.

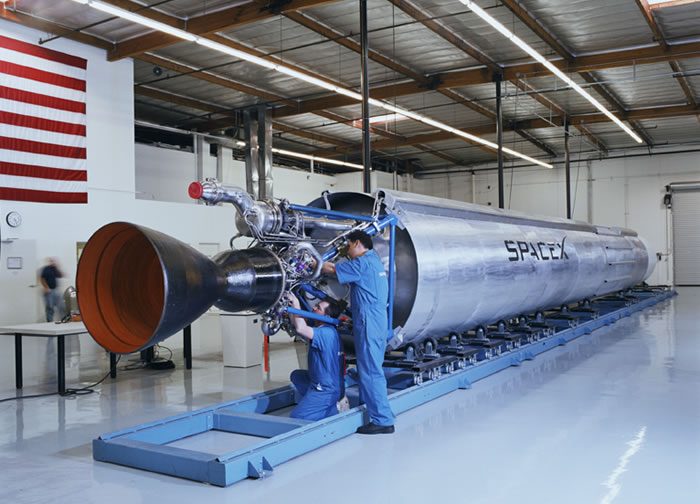
Montáž rakety Falcon 1

18. srpna 2006 společnost v rámci iniciativy COTS vyhrála kontrakt vyhlášený americkou kosmickou agenturou NASA. V rámci tohoto kontraktu byla společnosti poskytnuta dotace ve výši až 278 mil. dolarů na vývoj a demonstrační lety kosmického dopravního systému složeného z rakety Falcon 9 a lodi Dragon. Tento systém od roku 2011, kdy byl definitivně ukončen provoz amerických raketoplánů, zajišťuje alternativní dopravu nákladů na stanici ISS.
23. prosince 2008 společnost oznámila, že vyhrála kontrakt CRS (Commercial Resupply Services) v hodnotě 1,6 mld. USD pro financování 12 dopravních letů ke stanici ISS po roce 2010.
V roce 2012 byla společnost reprezentována v médiích také Gwynne Shotwellovou. Téhož roku šéf firmy Elon Musk představil projekt, jehož cílem je vybudovat kolonii na Marsu pro 80 000 lidí. A na jaře 2014 představil veřejnosti loď Dragon V2. I ta bude dopravována do vesmíru raketou Falcon 9 v1.2 Block 5.
14. ledna 2016 vyhrála společnost kontrakt CRS2, po boku soukromých společností Sierra Nevada a Orbital ATK. Všechny tři firmy tím získaly zajištění na dalších šest letů k ISS v časovém horizontu od 2019–2024. Konečná hodnota kontraktu nicméně nebyla zveřejněna.

## Historie

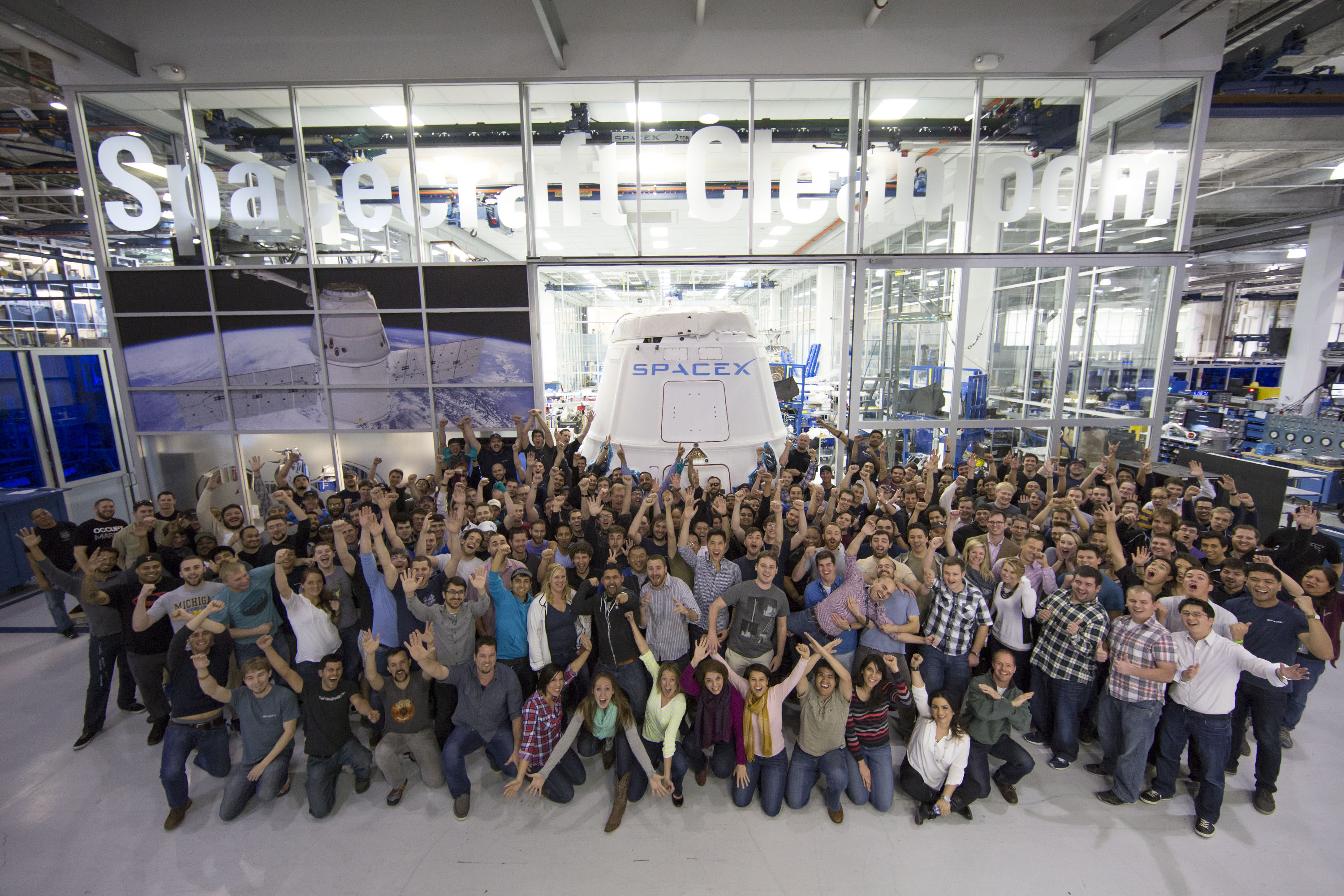
Zaměstnanci SpaceX s lodí Dragon v sídle společnosti v Hawthornu v Kalifornii v únoru 2015

V roce 2001 Elon Musk koncipoval projekt Mars Oasis, který měl za cíl přenést miniaturní experimentální skleník pro pěstování rostlin na povrch Marsu, ve snaze znovu přilákat veřejný zájem o průzkum vesmíru a tím navýšit rozpočet NASA. Musk se pokoušel koupit levné rakety z Ruska, ale žádné rakety za přijatelnou cenu nesehnal.
Při letu domů si Musk uvědomil, že by mohl založit společnost, která by vyvinula rakety, které by nebyly tak nákladné. Podle jednoho z prvních investorů Tesly a SpaceX, Steva Jurvetsona, Musk spočítal, že materiál pro stavbu rakety tvoří ve skutečnosti jen 3 % z výsledné ceny v té době. Za použití vertikální integrace a produkci 85 % dílů na jednom místě a modulárním přístupem by SpaceX mohla snížit náklady na desetinu a dosáhnout 70% marže. SpaceX začala s malou orbitální raketou místo toho, aby rovnou postavila velkou, složitější a rizikovější nosič, který by mohl selhat a přivést společnost k bankrotu.

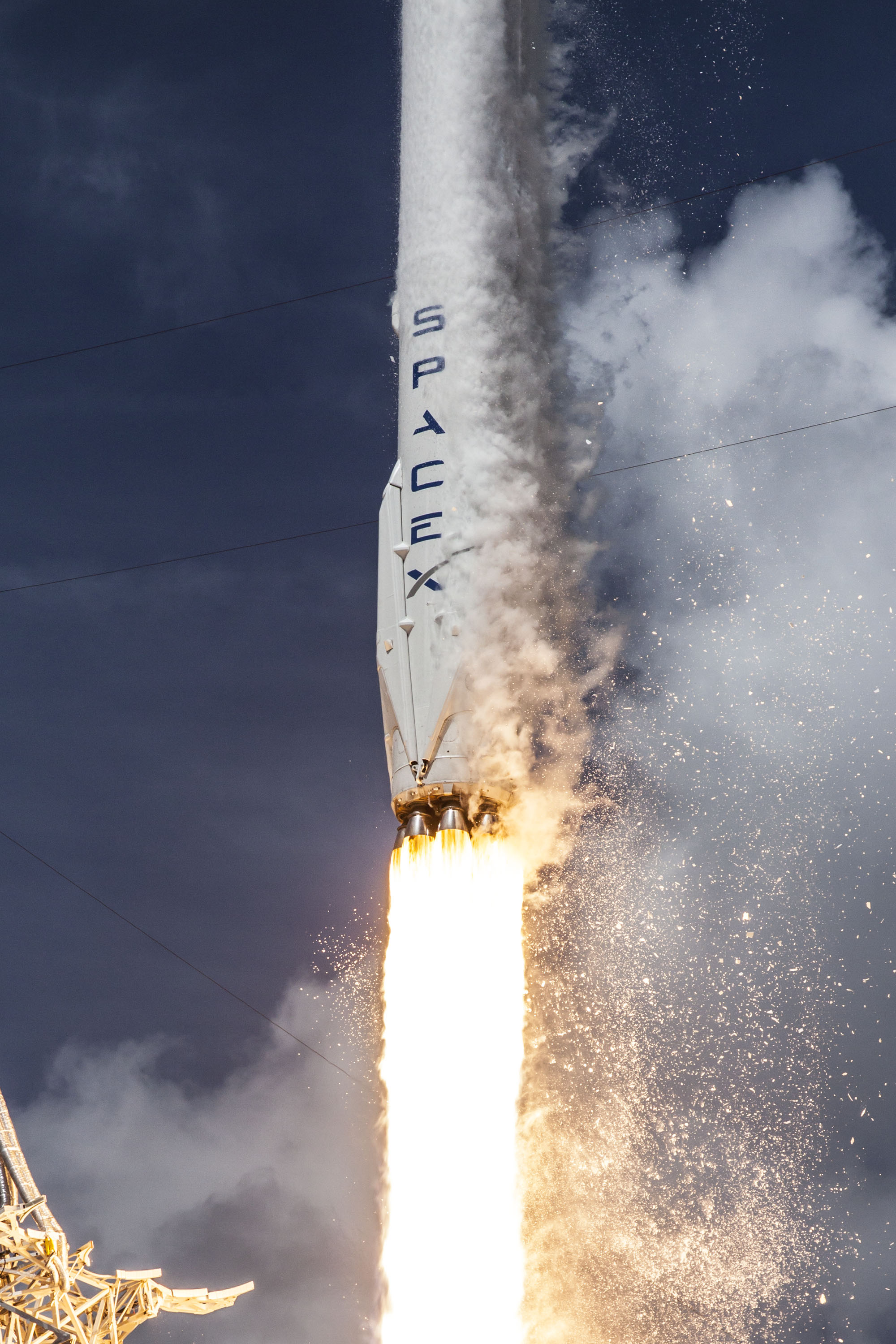
Start Falconu 9 na misi Orbcomm OG2

Začátkem roku 2002 začal Musk hledat zaměstnance pro svou novou vesmírnou společnost, která se původně jmenovala Space Exploration, ale brzy se přejmenovala na SpaceX. Musk požádal proslulého raketového inženýra Toma Muellera, který je nyní CTO pro vesmírný pohon, a Mueller souhlasil, že půjde pracovat pro Muska. Společnost SpaceX nejdříve sídlila ve skladu v El Segundo v Kalifornii. Společnost se od svého založení v roce 2002 rychle rozrostla a od listopadu 2005 se počet zaměstnanců zvýšil ze 160 na 1100 v roce 2010, 3800 zaměstnanců a smluvních partnerů v říjnu 2013 a téměř 5000 na konci roku 2015. Od dubna 2017 má společnost téměř 6000 zaměstnanců. V roce 2016 na Mezinárodním vesmírném kongresu Musk uvedl, že SpaceX může najímat pouze Američany, protože ve společnosti pracují na „moderních zbraňových technologiích“.
Na konci roku 2012 měla Společnost SpaceX na svém seznamu startů více než 40 zakázek, což představovalo zhruba čtyři miliardy dolarů ze smluvních výnosů, přičemž mnohé z těchto smluv již byly částečně proplaceny. Smlouvy zahrnovaly jak komerční, tak i vládní (NASA, armáda) zákazníky. Od prosince 2013 měla společnost SpaceX celkem 50 domluvených zakázek, z toho dvě třetiny komerční zakázky. Koncem roku 2013 začala média v kosmickém průmyslu vyslovovat názory, že SpaceX snížila ceny pod úroveň hlavních hráčů na komerčním trhu s vynášením nákladu do vesmíru – Ariane 5 a Proton M – kdy SpaceX měla ve svém seznamu alespoň deset zakázek na geostacionární dráhu.

### Cíle

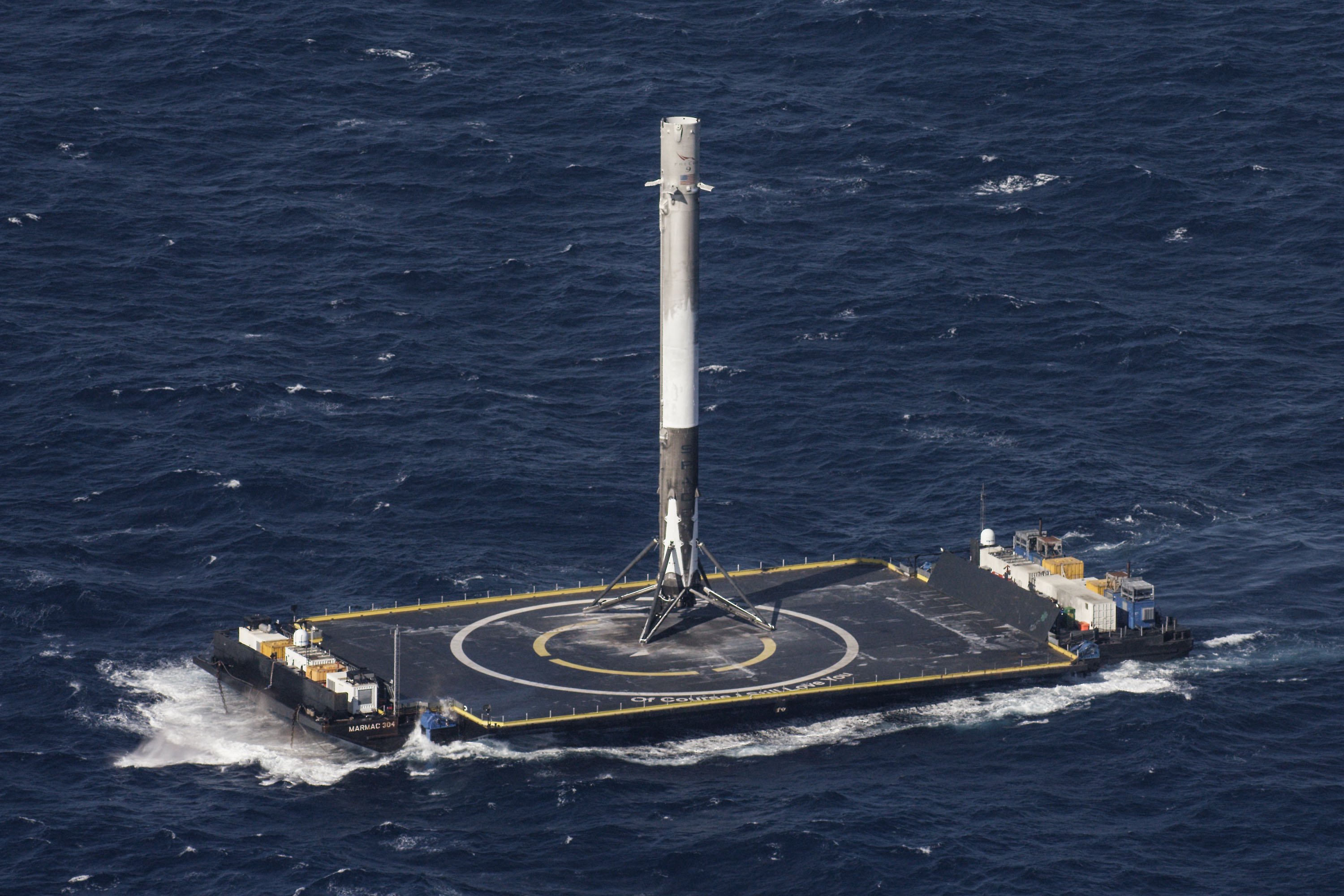
První stupeň Falconu 9 poprvé přistál na mořské plošině. Mise CRS-8.

Musk uvedl, že jedním z jeho cílů je snížit náklady a zvýšit spolehlivost vynášení nákladu do vesmíru a to až desetkrát. Společnost plánovala v roce 2004 začít „s vývojem těžkého nosiče a dokonce i supertěžkého, pokud bude poptávka“. Každé zvýšení nosnosti vede ke snížení nákladů na vynesený kilogram na oběžnou dráhu. Elon Musk řekl: „Věřím, že cena 1100 dolarů za kilogram nebo méně je dosažitelná.“
Hlavním cílem Společnosti SpaceX bylo vyvinout systém rychlého opětovného použití. Od března 2013 jsou veřejně oznámeny aspekty tohoto úsilí, které zahrnovaly aktivní testování demonstrační rakety pro vertikální přistávání v malých výškách a následující zkoušky Falconu 9, který od poloviny roku 2013 po splnění mise zkoušel úkony nutné k přistání prvního stupně. Pro tyto účely byly rakety vybaveny stejně jako testovací raketa a probíhaly zkoušky přistávání na mořskou hladinu. COO Gwynne Shotwell řekla na Singapurském fóru satelitního průmyslu v létě 2013: „Pokud toho dosáhneme (opakovatelně použitelné technologie), a my se snažíme, abychom to udělali správně, tak pokud se na to podíváme, tak starty mohou být od pěti do sedmi milionů dolarů, což by dramaticky změnilo situaci.“
Musk v rozhovoru z roku 2011 uvedl, že doufá, že se mu podaří za deset až dvacet let dopravit lidi na povrch Marsu. V roce 2010 ho jeho výpočty přesvědčily, že kolonizace Marsu je možná. V červnu 2013 Musk použil název „Mars Colonial Transporter“ (později také známý jako Interplanetary Transport System – Meziplanetární dopravní systém) a odkazoval na soukromé financování, které by zahrnovalo vývoj raketových motorů, a vesmírné lodě pro přepravu lidí na Mars a návrat na Zem. V březnu 2014 Gwynne Shotwell uvedla, že jakmile se uskuteční let s posádku v lodi Dragon 2 a let Falconu Heavy, tak se inženýrský tým SpaceX zaměří na vývoj technologií nutných pro let k Marsu.

### Úspěchy
Nejdůležitější úspěchy SpaceX jsou:
- První soukromě financovaná raketa na kapalné palivo, která dosáhla oběžné dráhy (4. let Falconu 1 – Ratsat – 28. září 2008).
- První soukromě financovaná společnost, které se podařilo úspěšně vynést kosmickou loď na oběžnou dráhu a zase s ní přistát (2. let Falconu 9 – NASA COTS Demo 1 – 8. prosinec 2010).
- První soukromá společnost, která poslala svojí loď k Mezinárodní vesmírné stanici (3. let Falconu 9 – NASA COTS Demo 2+ – 22. květen 2012).
- První soukromá společnost, která vynesla satelit na geostacionární dráhu (7. let Falconu 9 – SES-8 – 3. prosinec 2013).
- První přistání prvního stupně orbitální rakety na pevnině (20. let Falconu 9 – Orbcomm OG2 let 2 – 22. prosinec 2015).
- První přistání prvního stupně na mořské plošině (23. let Falconu 9 – SpaceX CRS-8 – 8. duben 2016).
- První start a přistání již použitého prvního stupně orbitální rakety (32. let Falconu 9 – SES-10 – 30. březen 2017).[27]
- První řízený sestup jedné poloviny aerodynamického krytu (32. let Falconu 9 – SES-10 – 30. březen 2017).[28]
- Znovupoužití kosmické lodě, konkrétně Dragonu C106, na kterém byla při druhém letu většina systémů původních (35. let Falconu 9 – SpaceX CRS-11 – 3. červen 2017).[29]
- Největší soukromý provozovatel satelitů (v roce 2021).[30]
- První soukromá společnost dopravila dvoučlennou posádku k ISS (31. 5. 2020).[31]
- První soukromá společnost dopravila čtyřčlennou posádku k ISS (16. 11. 2020).

V prosinci 2015 vypustila SpaceX modernizovanou verzi Falconu 9 ze základny na Mysu Canaveral. Při tomto celkově dvacátém letu se jako obvykle oddělil druhý stupeň od prvního a první stupeň provedl třemi motory zážeh, který ho poslal zpět nad pevninu, kde první stupeň úspěšně vertikálně přistál. Bylo to poprvé, kdy přistál první stupeň rakety mířící na oběžnou dráhu.
SpaceX také začala používat od verze 1.2 velmi podchlazené palivo, díky čemuž narostla nosnost rakety. Po nehodě s družicí Amos-6 není jisté, zda bylo velmi podchlazené palivo u verze 1.2 používáno i nadále. Dříve se tato technika použila pouze u některých motorů, ale nikdy se nedostala do provozu. Neúspěšně se také používala na sovětské lunární raketě N1.

### Nezdary
První 3 starty Falconu 1 skončily z různých důvodu selháním rakety, což málem vedlo k bankrotu SpaceX.
V březnu 2013 postihl loď Dragon problém s manévrovacími tryskami. Z důvodu zablokovaných palivových ventilů nebylo možné loď správně ovládat, technici ze SpaceX ale dokázali dálkově problém vyřešit, takže Dragon dorazil k Mezinárodní vesmírné stanici s jednodenním zpožděním.
V červnu 2015 odstartovala raketa Falcon 9, na jejímž vrcholu byla usazená zásobovací loď Dragon CRS-7, která mířila k ISS. Všechna měření telemetrie byla nominální až do druhé minuty a devatenácté sekundy letu, kdy byla zaznamenána ztráta tlaku helia a u druhého stupně se objevil oblak páry. Po několika sekundách druhý stupeň explodoval. První stupeň pokračoval pár sekund v letu, načež se působením aerodynamických sil rozpadl. Loď Dragon rozpad rakety přežila a vysílala telemetrii až do svého nárazu o hladinu moře. Později se zjistilo, že by kapsle mohla přistát neporušená, kdyby byl řídící systém upraven tak, aby v případě nehody otevřel padáky. Za viníka nehody byla označena ocelová vzpěra, která držela tlakovou nádobu s héliem, ta se ale působením přetížení uvolnila. To způsobilo zvýšení tlaku v nádrži paliva a její rozpad jelikož ta je stavěná na nižší tlak. Vyšetřování prokázalo, že dodavatel vzpěry nedodržel předepsanou kvalitu výroby. Problém se řídícím systémem Dragonu vedl k jeho celé analýze a jeho přenastavení tak, aby loď přečkala podobné havárie.
V září 2016 explodoval Falcon 9 během plnění paliva před obvyklým statickým zážehem před startem. Statický zážeh měl proběhnout s připojeným nákladem, telekomunikační družicí Amos-6 s hodnotou 200 milionů dolarů, která byla při výbuchu zničena. Elon Musk popsal tuto událost jako „nejtěžší a složité selhání“ v historii SpaceX. Technici společnosti přezkoumávali téměř tři tisíce kanálů telemetrie a videozáznamů, které pokrývaly dobu 35 až 55 po objevení anomálie. Musk zveřejnil, že výbuch byl způsoben námrazou kapalného kyslíku, který se používá jako okysličovadlo. Kyslík se dostal do struktury uhlíkových kompozitních nádrží a způsobil jejich vznícení. Nehoda způsobila odstávku trvající čtyři měsíce, než v lednu 2017 začaly Falcony 9 znovu létat.

### Vlastnictví a financování
V srpnu 2008 společnost SpaceX přijala investici od Founders Fund ve výši 20 milionů dolarů. Začátkem roku 2012 byly přibližně dvě třetiny společnosti vlastněny jeho zakladatelem a cena jeho 70 milionů akcií byla odhadnuta na 875 milionů. Celková hodnota SpaceX tak byla 1,3 miliardy dolarů. Po letu COTS 2+ v květnu 2012 se cena společnosti téměř zdvojnásobila na 2,4 miliardy dolarů. V lednu 2015 společnost SpaceX získala finanční injekci od společností Google a Fidelity ve výši jedné miliardy dolarů výměnou za 8,333% podíl a hodnota společnosti byla stanovena přibližně na 12 miliard dolarů. Společnosti Google a Fidelity se připojily k tehdejší investiční skupině Draper Fisher Jurvetson, Founders Fund, Valor Equity Partners a Capricorn.
V prvních deseti letech provozu společnost hospodařila s jednou miliardou dolarů. Z toho soukromý kapitál tvořil asi 200 milionů dolarů, přičemž Musk vložil zhruba 100 milionů a jiní investoři také zhruba stejnou částku (fond zakladatelů – Draper Fisher Jurvetson, ...). Zbytek pocházel z průběžných plateb za dlouhodobé smlouvy o startech a vývoji. Do dubna 2012 NASA z této částky poskytla přibližně 400 až 500 milionů dolarů, přičemž většina z toho byla poskytnuta za smlouvy týkající se vynášení nákladu. Do května 2012 SpaceX uzavřela smlouvy na 40 startů a z každé této smlouvy získala zálohu, protože potřebný nosič je postaven ještě před startem.
Společnost SpaceX v roce 2024 podepsala kontrakt v hodnotě 70 milionů dolarů s americkou vládou v rámci programu Starshield. Cílem je výroba satelitů a jejich vypuštění do vesmíru. Satelity Starshield budou v reálném čase sledovat dění na celé planetě Zemi.

## Zařízení

### Ústředí a výrobní závod

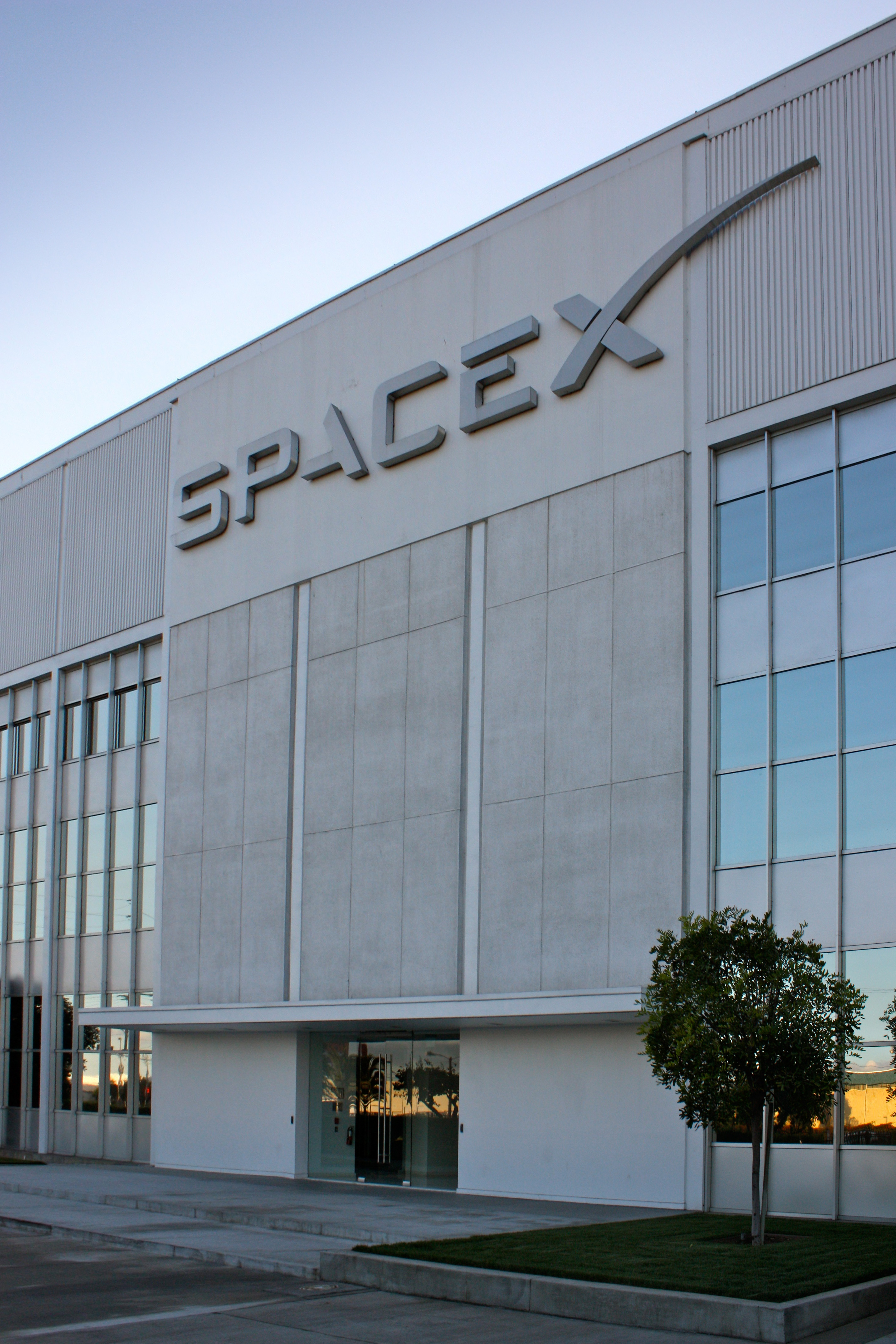
Centrála společnosti nacházející se v Hawthornu v Kalifornii

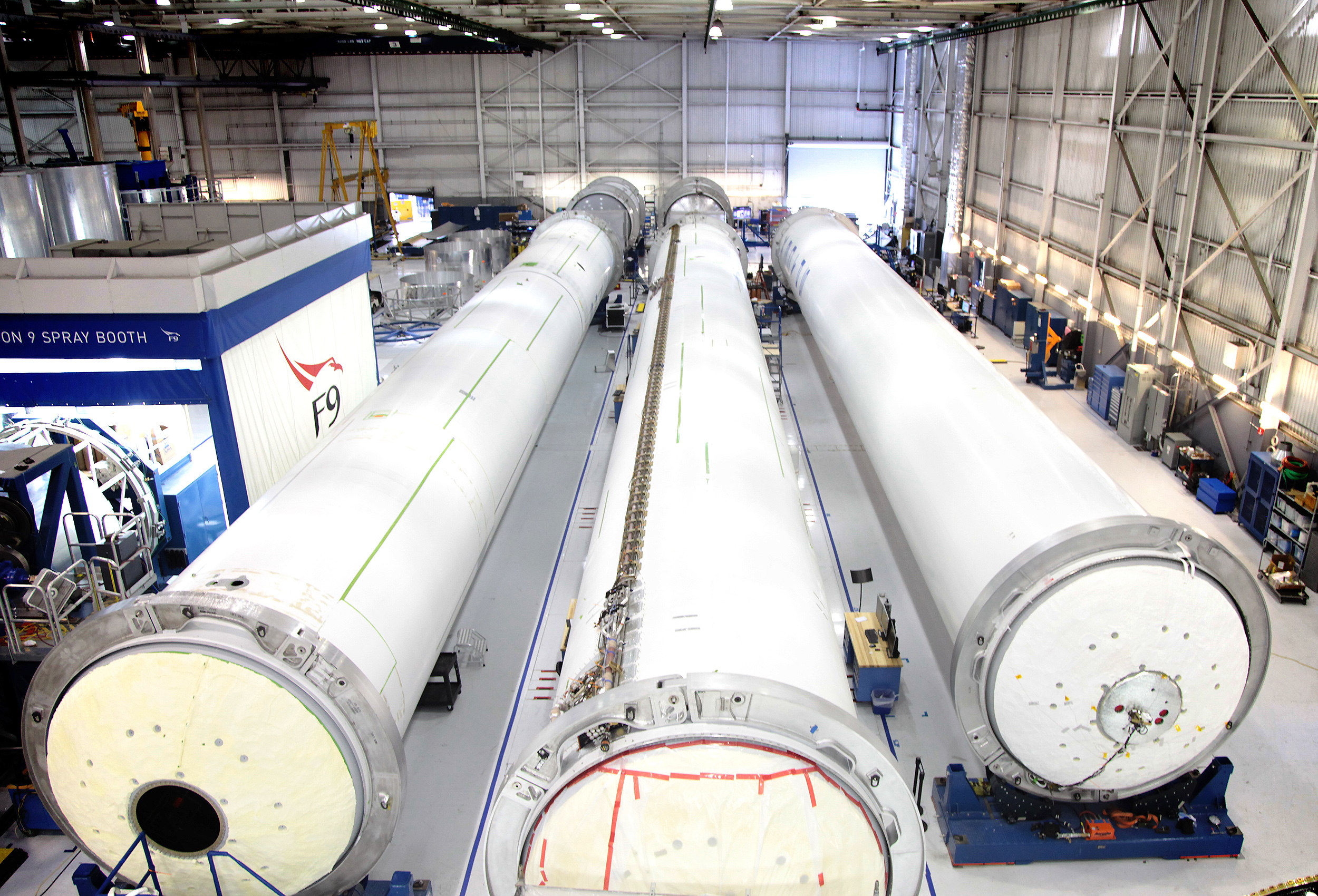
Rozestavěné první stupně raket Falcon 9 v1.1 v Hawthornu, listopad 2014

Ústředí SpaceX se nachází u Los Angeles ve městě Hawthorne, v ulici Rocket Road. Velký třípodlažní objekt byl původně postavený Northrop Corporation pro stavbu letadel Boeing 747, SpaceX zde má své kanceláře, řídící středisko a výrobní závod. V této oblasti je jedna z největších koncentrací sídel, nebo poboček firem z oboru leteckého průmyslu, včetně Boeingu, Raytheonu, Jet Propulsion Laboratory (NASA), Lockheed Martin, BAE Systems, Northrop Grumman a dalších.
SpaceX využívá vysoký stupeň vertikální integrace při výrobě svých raket a raketových motorů. SpaceX vyrábí veškeré své raketové motory, raketové stupně, kosmické lodě a veškerý software na jednom místě v Hawthornu, což je neobvyklé pro letecký průmysl. Nicméně SpaceX má více než 3000 dodavatelů, z toho třetina dodává výrobky skoro každý týden.

### Testovací a poletová demontážní zařízení

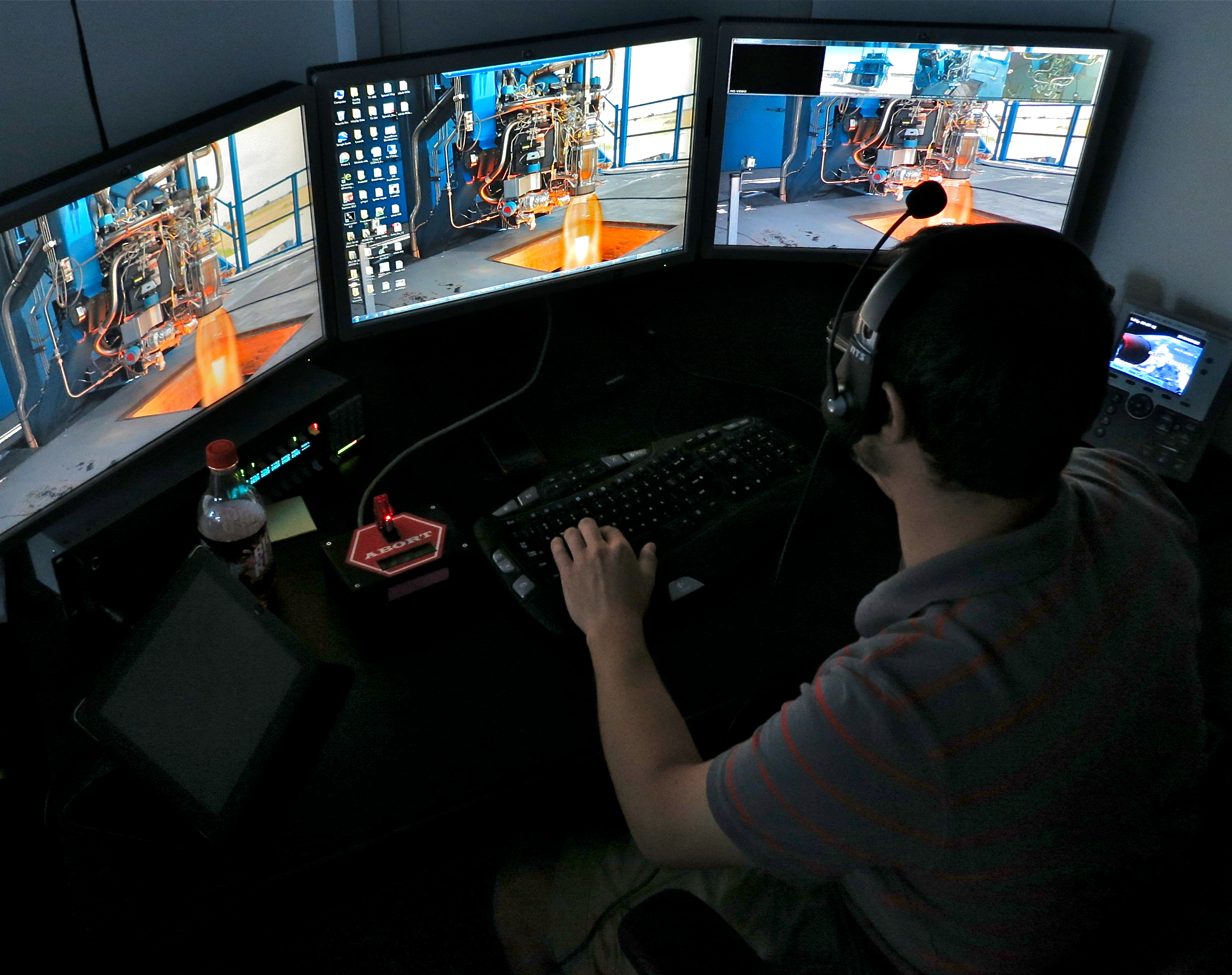
Bunkr po testování motorů v McGregoru, září 2012

SpaceX má dvě testovací zařízení pro rakety: Vývojové a testovací zařízení SpaceX v McGregoru, Texas a pronajaté testovací zařízení Spaceport America v Novém Mexiku, kde je možné provádět testy vertikálního vzletu a přistání. Všechny raketové motory SpaceX jsou testovány na raketových zkušebních stojanech. Testování letu zkušebních raket Grasshopper v1.0 a F9R Dev1 v nízké nadmořské výšce bylo provedeno v McGregoru. Testování ve vyšších výškách mělo probíhat na základně Spaceport America s testovací raketou F9R Dev2, tento plán ale nakonec nebyl uskutečněn. Kromě toho se v McGregoru provádí poletová demontáž kabin Dragon.
Společnost zakoupila testovací zařízení v McGregoru od zaniklé Beal Aerospace, kde obnovila největší testovací stojan pro testování motorů Merlin. SpaceX provedla od zakoupení objektu řadu zlepšení a také rozšířila jeho velikost zakoupením několika kusů přilehlé zemědělské půdy. V roce 2011 společnost oznámila plány na vybudování půl akrové betonové plošiny pro provádění testů vertikálního vzletu a přistání. V roce 2012 plošinu vybudovala pro testování rakety Grasshopper.
SpaceX staví všechny svoje raketové motory a rakety ve svém hlavním závodě v Hawthornu. Testovací zařízení v McGregoru je jedno ze sekundárních míst, kde společnost testuje každý nově vyrobený motor.

### Odpalovací zařízení

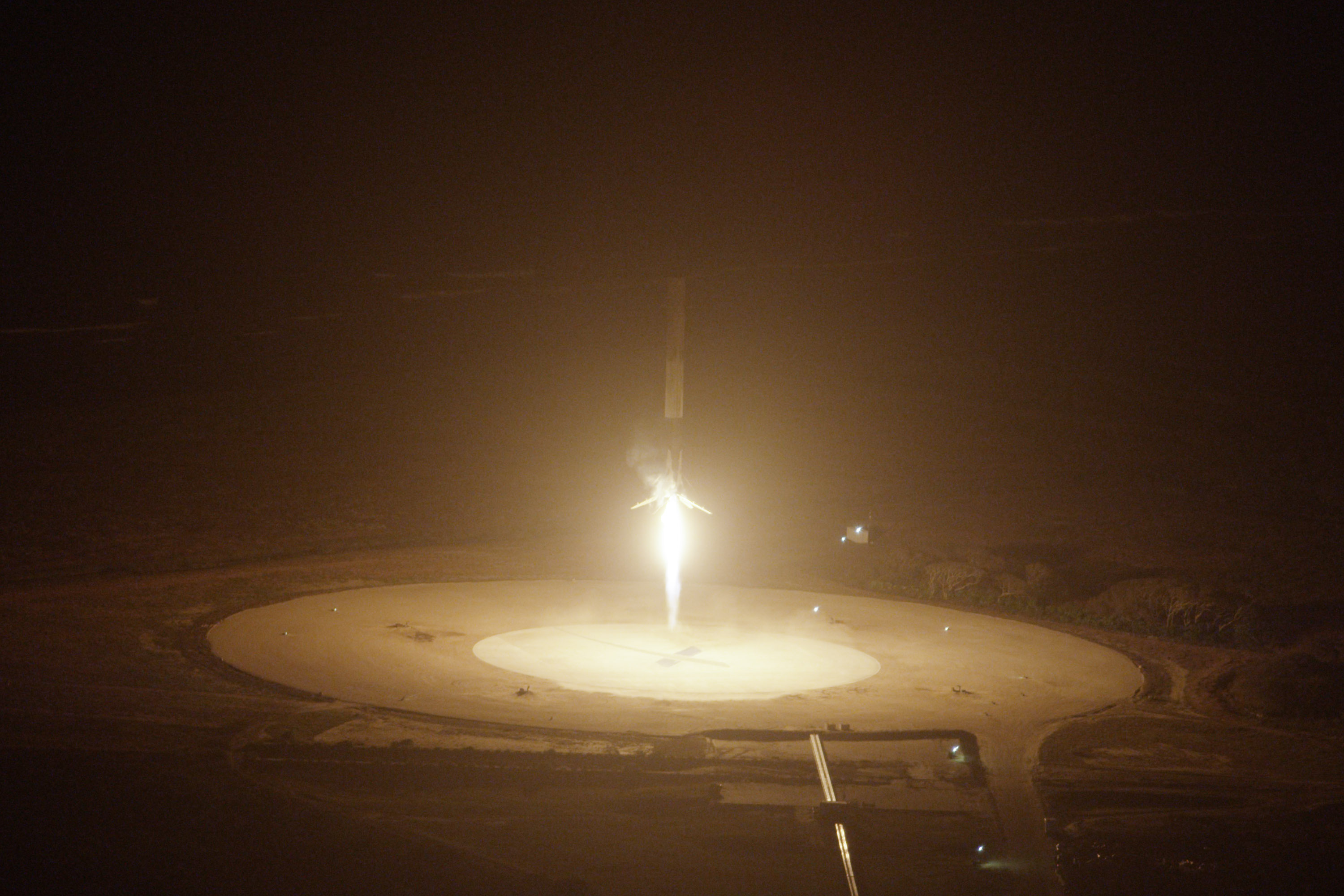
Přistání Falconu 9 při jeho dvacátém letu. Landing Zone 1, prosinec 2015

SpaceX v současné době provozuje tři kosmodromy, konkrétně na Mysu Canaveral, Vandenbergově letecké základně a Kennedyho vesmírném středisku. Také aktuálně buduje nový, plně soukromý kosmodrom v Texasu. Testovací lety Falconu 1 probíhaly na kosmodromu Omelek Island.

Rampu SLC-40 na Mysu Canaveral využívá Falcon 9 pro lety na LEO a geostacionární dráhu. V září 2016 došlo na rampě k výbuchu rakety Falcon 9. K nehodě došlo při testovacím tankování druhého stupně. Rampa byla silně poškozena a měla by být zprovozněna v létě 2017. Součástí kosmodromu je také bývalý Launch Complex 13, který byl přejmenovaný na Landing zone 1 a je využíván pro přistávání prvních stupňů.

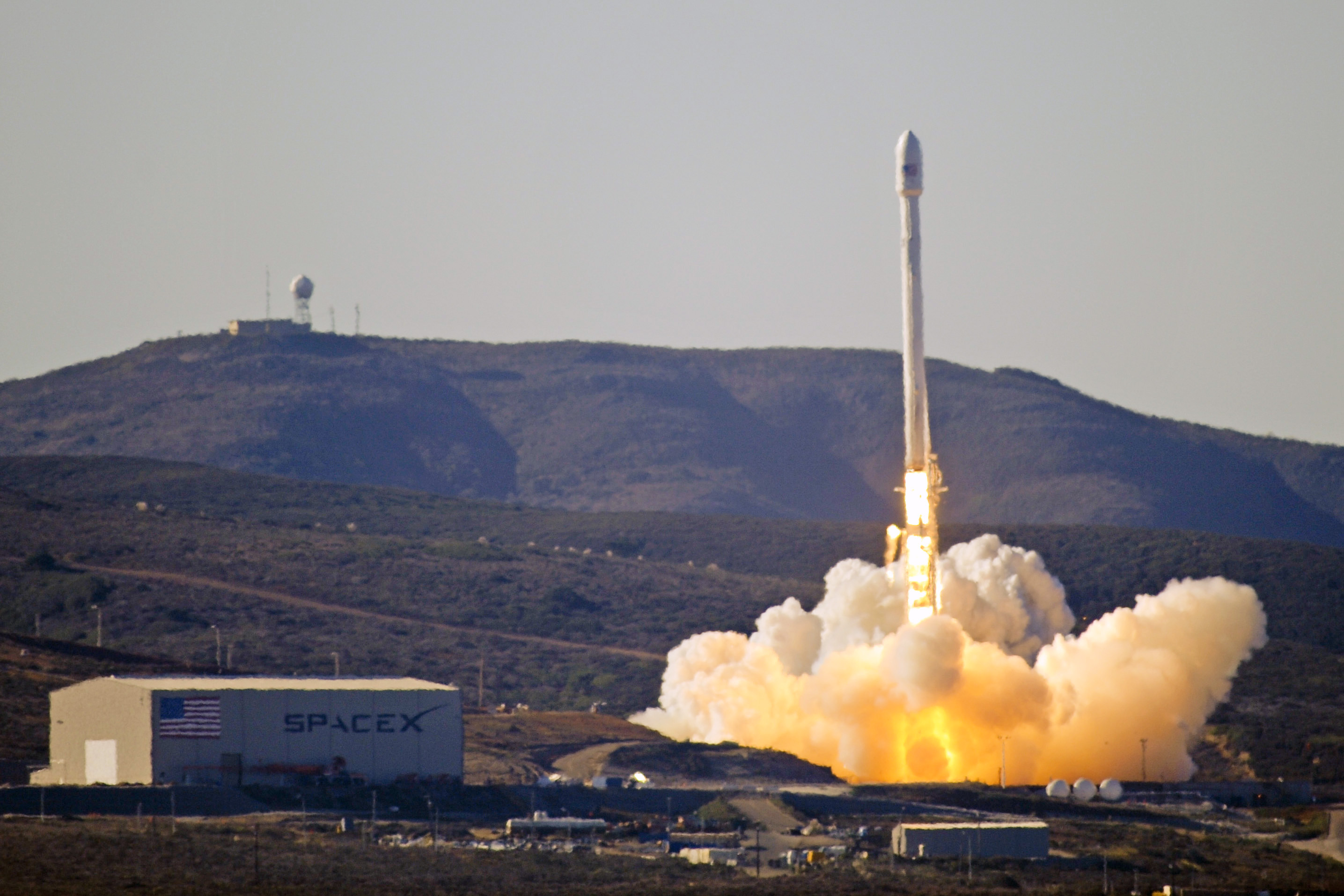
Start z Vandenbergovy letecké základny, září 2013

Rampu SLC-4E na Vandenbergově letecké základně využívá Falcon 9 pro lety na polární dráhu. Z této rampy by měl mít možnost startovat i Falcon Heavy, i když se v současné době o této možnosti už nemluví.
Rampu LC-39A v Kennedyho vesmírném středisku nabídla NASA v roce 2013 pro komerční zájemce. SpaceX podepsala nájemní smlouvu 14. dubna 2014. Nájemní smlouva by měla platit dvacet let. SpaceX vybudovala u rampy nový hangár. Rampa byla plánována pro starty Falconu Heavy a lety s Crew Dragonem, u kterých se předpokládá potřeba delší přípravy na start. Po nehodě Falconu 9 v roce 2016 na rampě SLC-40 byla úprava rampy urychlena a první start Falconu 9 z této rampy proběhl 19. února 2017. V létě 2017 (po skončení oprav rampy SLC-40) bude rampa LC-39A dodatečně upravena pro starty Falconu Heavy a postupně by mělo být demontováno i obslužné rameno pro raketoplány.
V srpnu 2014 SpaceX oznámila a zahájila stavbu plně komerčního kosmodromu v Boca Chica v Texasu. Ten je od roku 2019 v provozu pod názvem SpaceX South Texas launch site.

### Zařízení pro vývoj satelitů
V lednu[kdy?] SpaceX oznámila svůj vstup do podnikání v oblasti výroby satelitů. Továrna by měla být umístěna v Seattlu, státě Washington. Zpočátku zde bude zaměstnáno přibližně 60 inženýrů, v průběhu několika let by však počet zaměstnanců mohl vzrůst až na 1000. V červenci 2016 SpaceX získala dalších 740 čtverečních metrů v Irvine v Kalifornii, s cílem zaměřit se na satelitní komunikaci.

### Oblastní kanceláře
SpaceX má oblastní kanceláře v Houstonu v Texasu, Chantilly ve Virginii, ve Washingtonu D.C. a otevřela kanceláře v oblasti Seattlu v roce 2014, kde nabírá inženýry a vývojáře softwaru.

## Úspěchy

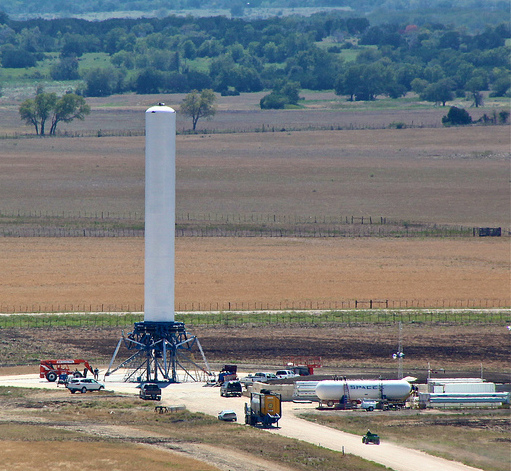
Experimentální raketa Grasshopper umožňující po startu opětovné přistání na povrchu za pomoci raketového motoru

- 28. září 2008 při 4. zkušebním letu společnost úspěšně vypustila kosmickou raketu Falcon 1, která umístila na oběžnou dráhu 165 kg těžkou družici. Společnost se tak stala historicky 1. soukromým subjektem, který z ryze privátních zdrojů vyvinul kapalinovou raketu a úspěšně s ní dosáhl oběžné dráhy Země.[1]
- 4. června 2010 raketa Falcon 9 dopravila po startu z floridského mysu Canaveral maketu kosmické lodi Dragon na oběžnou dráhu ve výšce 250 km.
- 8. prosince 2010 byl uskutečněn první (bezpilotní) zkušební let kosmické lodi Dragon, když ji raketa Falcon 9 z téhož mysu dopravila na oběžnou dráhu (Dragon se od rakety Falcon 9 oddělila po 10 minutách), kde Dragon 3 hodiny manévrovala a nakonec se vrátila zpátky atmosférou a úspěšně přistála na hladině Tichého oceánu.
- 22. května 2012 byla z mysu Canaveral raketou Falcon 9 vynesena loď Dragon, aby se spojila s Mezinárodní vesmírnou stanicí (ISS), jejíž posádce nesla 521 kg nákladu jako zásoby potravin, oblečení a počítače. Je to první případ připojení soukromé vesmírné lodi k ISS, mluví se tak o nové éře dobývání vesmíru.[65]
- 31. května 2012 skončila mise úspěchem. Modul Dragon přistál podle plánu v Tichém oceánu a dopravil ze stanice ISS na Zemi 660 kg nákladu.[66]
- 7. října 2012 byla k ISS znovu raketou Falcon 9 vypuštěna kosmická loď Dragon s nákladem.[67]
- 3. prosince 2013 s pomocí rakety Falcon dopravila na oběžnou dráhu Země ve výši 36 000 km telekomunikační satelit SES-8 patřící lucemburské společnosti SES. Cena za tuto službu je 55 milionů dolarů.[68]
- 20. dubna 2014 se nákladní loď Dragon vynesená raketou Falcon 9 připojila k ISS s 2300 kg nákladu. Let byl uskutečněn po několika odkladech.[69] Součástí letu byl test přistání prvního stupně nosné rakety na mořskou hladinu, stupeň přistál, zachránit se ho nepodařilo.[70]
- 22. prosince 2015 úspěšně odstartovala modernizovaná verze Falconu 9 (1.2), která na oběžnou dráhu Země vynesla 11 satelitů. Součástí letu bylo přistání prvního stupně nosné rakety zpátky na pozemní plochu letiště. Let byl úspěšný a SpaceX se stala první společností, která dokázala vrátit první stupeň rakety na pevnou zem.[71]
- 8. dubna 2016 úspěšně odstartovala v rámci mise CRS-8 loď Falcon 9 (1.2). První stupeň se po oddělení úspěšně vrátil na plovoucí plošinu Of Course I Still Love You v Atlantiku. Druhý stupeň, loď Dragon, poté úspěšně doletěl k vesmírné stanici ISS, ke které vynesl nafukovací modul BEAM.[72][73]
- 14. ledna 2017 dopravila raketa Falcon 9 na oběžnou dráhu do výšky 780 km prvních 10 ze 72 plánovaných družic satelitní sítě IRIDIUM Next. Každý ze satelitů vážil 860 kilogramů. První stupeň rakety Falcon 9 navíc úspěšně přistál na plovoucí plošině a SpaceX ho tak může znovu použít.

## Projekty ve vývoji

### Starship/Super Heavy
SpaceX v září 2016 oznámila plány ohledně Meziplanetárního dopravního systému, který by měl umožnit lidskou misi na Mars a jeho kolonizaci. Projekt zahrnuje vývoj velké nosné rakety (Super Heavy jako první stupeň) a vesmírné lodi Starship. V roce 2019 proběhly zkoušky nového motoru Raptor a velké nádrže z uhlíkových vláken, která by měla umožnit dotankování vesmírné lodi na oběžné dráze. Od konce roku 2020 provádí SpaceX vesmírné lodi Starship testovací výškové lety. První plnohodnotné úspěšné přistání se nicméně podařilo až v květnu 2021, poněvadž je celý přistávací manévr poměrně složitý. Na polovinu roku 2021 je plánován první orbitální let.
Už v roce 2015 SpaceX oznámila záměr vybudovat telekomunikační satelitní systém, který by měl šířit internetové připojení po celém světě. Pod názvem Starlink půjde o síť několika tisíc satelitů obíhajících na několika výškových úrovních od 340 do 1150 km nad povrchem Země a pracujících na kmitočtech mezi 37 a 52 GHz. Jako první byly 22. února 2018 vypuštěny, jako sekundární náklad družice Paz, dva testovací satelity Microsat-2a a Microsat-2b, jinak známé také jako Tintin A a Tintin B. V roce 2021 počet satelitů překročil číslo 1500 a objevují se protesty z řad astronomů proti ovlivňování optického pozorování vesmírných těles. Koncem roku 2020 bylo spuštěno veřejné beta testování služby na území severních států US a v roce 2021 se dostupnost veřejného beta testování rozšířila na další kontinenty.

## Podnikatelský model
SpaceX je mezi kosmickými společnostmi unikátem nejen v úspěších, ale také z pohledu podnikatelského modelu.
Podnikatelský model SpaceX se skládá výhradně z nabídky využití nákladového prostoru raket a dopravy materiálu do vesmíru. Ačkoliv se ceny liší zakázka od zakázky, SpaceX si účtuje za start plně naloženého Falcon 9 šedesát dva milionů dolarů a u Falcon heavy devadesát milionů dolarů. SpaceX je soukromou firmou a přesná čísla jsou tedy neznámá, avšak některé údaje známé jsou. Společnost si účtuje zhruba 62 milionů za vypuštění satelitu na orbitu země a pro více komplexní armádní zakázky může cena být i o 20 milionů více. Pro rok 2020 utvořilo SpaceX poměr 60:40 mezi soukromými a státními zakázkami. Mezi lety 2015 a 2020 provedl SpaceX v průměru 18 startů za rok.
V případě, že je průměrná zakázka za 70 milionů dolarů a bude uskutečněn průměrný počet startů, společnost si přijde na 1,26 miliardy dolarů. V případě nákladů Elon Musk v roce 2019 zveřejnil, že cena rakety Falcon 9 je mezi 30–35 miliony dolarů a tvoří zhruba 70% ceny výroby rakety. Další náklady jsou pak palivo a jiné náklady. Dohromady tak vypuštění jedné rakety Falcon 9 stojí SpaceX kolem 50 milionů dolarů. Na jeden let tak SpaceX tvoří zisk 12 milionů dolarů. To pro úplně nejzákladnější zakázky tvoří marži lehce přes 19 % (19,35 %). Když vezmeme tuto hodnotu v porovnání s ročními plánovanými zisky, dostaneme se k ročnímu provoznímu zisku zhruba 195 milionů dolarů.